# Dypsis henrici
Espèce
Statut de conservation UICN

 DD  : Données insuffisantes
Dypsis henrici est une espèce de palmiers (Arecaceae), endémique de Madagascar. En 2012, comme en 1995, il manque des données pour déterminer son statut de conservation.

## Répartition et habitat
Cette espèce est endémique du sud-est de Madagascar. Elle n'est connue que de spécimens trouvés dans la forêt de Manantantely, dans la région de Taolagnaro.